# Goussainville (Eure-et-Loir)
Goussainville é uma comuna francesa na região administrativa do Centro-Vale do Loire, no departamento Eure-et-Loir. Estende-se por uma área de 10.83 km². Em 2010 a comuna tinha 1 319 habitantes (densidade: 121,8 hab./km²).
Em 1 de janeiro de 2015, incorporou a antiga comuna de Champagne ao seu território.